# Leuctra nigra
Leuctra nigra är en bäcksländeart som först beskrevs av Olivier 1811.  Leuctra nigra ingår i släktet Leuctra och familjen smalbäcksländor. Arten är reproducerande i Sverige. Inga underarter finns listade i Catalogue of Life.

## Bildgalleri

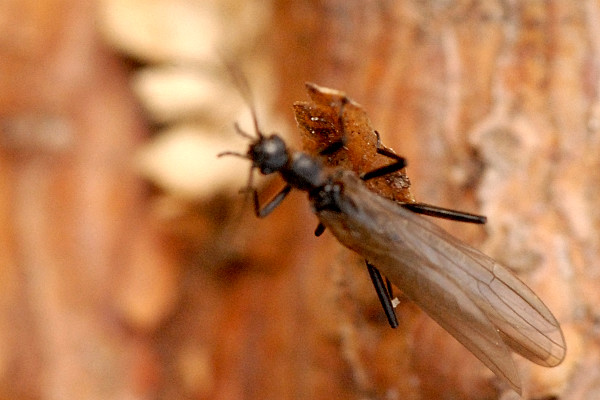